# Sangkae
Sangkae là một huyện (‘‘srok’’) của tỉnh Battambang, một tỉnh ở tây bắc Campuchia.

## Hành chính
Huyện này được chia thành 10 xã (khum).

### Xã và làng
| Khum (xã)       | Phum (làng) |
| --------------- | --- |
| Anlong Vil      | Chrab Veal, Beng, Anlong Vil, Ou Muni Muoy, Ou Muni Pir, Chumnik, Puk Chhma, Spong, Svay Kang                         |
| Norea           | Norea Muoy, Norea Pir, Balat, Ta Kok                                                                                  |
| Ta Pon          | Boeng Tuem, Svay Sa, Samdach, Basaet, Ta Pon                                                                          |
| Roka            | Chhung Tradak, Pou Batdambang, Ambaeng Thngae, Roka, Ta Haen Muoy, Ta Haen Pir                                        |
| Kampong Preah   | Prey Chaek, Panhnha, Kralanh, Kampong Preah, Andoung Trach, Srah Kaev                                                 |
| Kampong Preang  | Sambok Ak, Sala Trav, Kach Roteh, Thmei, Os Tuk, Kbal Thnal                                                           |
| Reang Kesei     | Tuol Snuol, Voat Kandal, Reang Kesei, Reang Kraol, Prey Svay, Svay Cheat, Boeng Veaeng, Damnak Dangkao, Kakaoh Kambot |
| Ou Dambang Muoy | Voat Ta Moem, Baoh Pou, Ou Khcheay, Ou Sralau, Voat Chaeng, Samraong Kaong                                            |
| Ou Dambang Pir  | Ou Dambang, Svay Chrum, Kampong Mdaok, Svay Thum, Dambouk Khpos, Tuol Lvieng                                          |
| Voat Ta Muem    | Kampong Ampil, Kampong Chlang, Ou Sralau, Ou Khcheay, Sla Kram, Anlong Lvea                                           |